# Catena Rutor-Léchaud
La Catena Rutor-Léchaud è un massiccio montuoso delle Alpi Graie (Alpi della Grande Sassière e del Rutor). Si trova in Italia (Valle d'Aosta) ed in Francia (dipartimento della Savoia).
Prende il nome dalle due montagne più significative: la Testa del Rutor e la Punta Lechaud.

## Collocazione
Secondo le definizioni della SOIUSA la Catena Rutor-Léchaud ha i seguenti limiti geografici: Colle della Seigne, Val Veny, Courmayeur, fiume Dora Baltea, Valgrisenche, Col du Mont, Vallon de Mercuel, fiume Isère, Vallon des Chapieux, Vallon des Glaciers, Colle della Seigne.
Essa raccoglie la parte nord-occidentale delle Alpi della Grande Sassière e del Rutor.

## Classificazione
La SOIUSA definisce la Catena Rutor-Léchaud come un supergruppo alpino e vi attribuisce la seguente classificazione:
- Grande parte = Alpi Occidentali
- Grande settore = Alpi Nord-occidentali
- Sezione = Alpi Graie
- Sottosezione = Alpi della Grande Sassière e del Rutor
- Supergruppo = Catena Rutor-Léchaud
- Codice =  I/B-7.III-B

## Suddivisione
La Catena Rutor-Léchaud viene suddivisa in due gruppi e sei sottogruppi:
- Gruppo del Rutor (3)
  - Nodo del Rutor (3.a)
  - Sottogruppo del Paramont (3.b)
  - Sottogruppo del Monte Colmet (3.c)
  - Sottogruppo del Grand Assaly (3.d)
- Gruppo Punta Léchaud-Berio Blanc (4)
  - Sottogruppo della Punta Léchaud (4.a)
  - Sottogruppo del Berio Blanc (4.b)

## Montagne

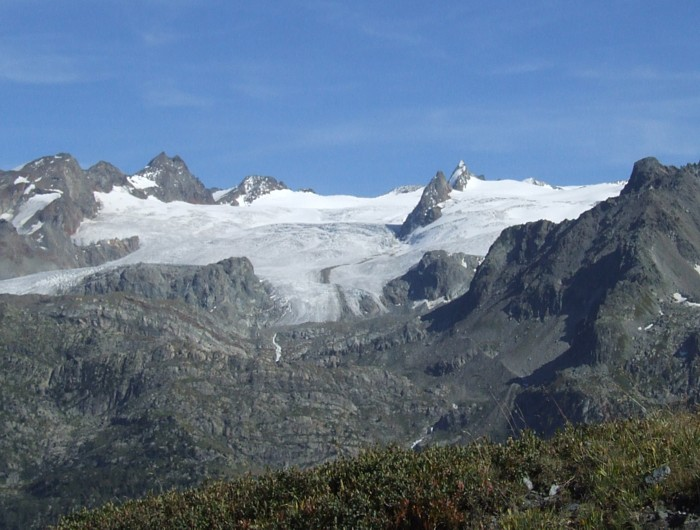
Il Ghiacciaio del Rutor e la Testa del Rutor.

Le montagne principali appartenenti alla Catena Rutor-Léchaud sono:
- Testa del Rutor - 3.486 m
- Doravidi - 3.439 m
- Monte Château Blanc - 3.408 m
- Becca du Lac - 3.402 m
- Flambeau - 3.315 m
- Monte Paramont - 3.301 m
- Becca Bianca - 3.261 m
- Monte Berio Blanc - 3.258 m
- Grand Assaly - 3.174 m
- Punta Lechaud - 3.128 m
- Mont Monchette - 3.033 m
- Monte Colmet - 3.024 m
- Lancebranlette - 2.933 m
- Becca Pouegnenta - 2.827 m
- Bella Valletta - 2.811 m
- Monte Chétif - 2.343 m
- Tête d'Arpy - 2.017 m